# Tropicale Amissa Bongo 2020
La 15.ª edición de la competición ciclista Tropicale Amissa Bongo fue una carrera de ciclismo en ruta por etapas que se celebró entre el 20 y el 26 de enero en Gabón sobre un recorrido de 969,2 kilómetros.
La carrera formó parte del UCI Africa Tour 2020, calendario ciclístico de los Circuitos Continentales UCI dentro de la categoría 2.1. El vencedor final fue el francés Jordan Levasseur del Natura4Ever-Roubaix Lille Métropole. Completaron el podio, como segundo y tercer clasificado respectivamente, el eritreo Natnael Tesfatsion de la selección de Eritrea y el también francés Emmanuel Morin del Cofidis, Solutions Crédits.

## Equipos participantes
Tomaron parte en la carrera 15 equipos: 1 de categoría UCI WorldTeam invitado por la organización, 2 de categoría UCI ProTeam, 4 de categoría Continental y 8 selecciones nacionales. Formaron así un pelotón de 90 ciclistas de los que acabaron 72. Los equipos participantes fueron:
| WorldTeam- Cofidis ProTeams (2)- Total Direct Énergie - Nippo Delko One Provence Equipos continentales (4)- ProTouch - BAI-Sicasal-Petro de Luanda - Natura4Ever-Roubaix Lille Métropole - Dukla Banská Bystrica Equipos nacionales (8)- Argelia - Burkina Faso - Camerún - Costa de Marfil - Eritrea - Gabón - Marruecos - Ruanda |
| |

## Recorrido
La Tropicale Amissa Bongo dispuso de siete etapas para un recorrido total de 969,2 kilómetros.
| Etapa     | Fecha     | Recorrido                 | type            | Distancia (km) | Ganador            | Líder              |
| --------- | --------- | ------------------------- | --------------- | -------------- | ------------------ | ------------------ |
| 1.ª etapa | 20 de ene | Bitam – Ebolowa           | etapa escarpada | 149            | Attilio Viviani    | Attilio Viviani    |
| 2.ª etapa | 21 de ene | Bitam – Oyem              | etapa llana     | 107            | Natnael Tesfatsion | Natnael Tesfatsion |
| 3.ª etapa | 22 de ene | Mitzic – Ndjolé           | etapa llana     | 186            | Biniam Girmay      | Natnael Tesfatsion |
| 4.ª etapa | 23 de ene | Lambaréné – Mouila        | etapa llana     | 190            | Clovis Kamzong     | Natnael Tesfatsion |
| 5.ª etapa | 24 de ene | Lambaréné – Kango         | etapa llana     | 82             | Youcef Reguigui    | Natnael Tesfatsion |
| 6.ª etapa | 25 de ene | Port-Gentil – Port-Gentil | etapa llana     | 127,2          | Biniam Girmay      | Natnael Tesfatsion |
| 7.ª etapa | 26 de ene | Nkok – Libreville         | etapa llana     | 128            | Lorrenzo Manzin    | Jordan Levasseur   |

## Desarrollo de la carrera

### 1.ª etapa
| \| Clasificación de la etapa \| Clasificación de la etapa \| Clasificación de la etapa \| Clasificación de la etapa \| Clasificación de la etapa \| \| Ciclista \| Ciclista \| Equipo \| Tiempo \| \| \| ------------------------- \| ------------------------- \| ----------------------------------- \| ------------------------- \| ------------------------- \| \| 1.º \| Attilio Viviani \| Cofidis \| 3 h 33 min 57 s \| \| \| 2.º \| Lorrenzo Manzin \| Total Direct Énergie \| + 0 s \| \| \| 3.º \| Biniam Girmay \| Nippo-Delko One Provence \| + 0 s \| \| \| 4.º \| Damien Gaudin \| Total Direct Énergie \| + 0 s \| \| \| 5.º \| Henok Mulubrhan \| Eritrea \| + 0 s \| \| \| 6.º \| Jérémy Cabot \| Total Direct Énergie \| + 0 s \| \| \| 7.º \| Jordan Levasseur \| Natura4Ever-Roubaix Lille Métropole \| + 0 s \| \| \| 8.º \| Natnael Tesfatsion \| Eritrea \| + 0 s \| \| \| 9.º \| Youcef Reguigui \| Argelia \| + 0 s \| \| \| 10.º \| Riccardo Minali \| Nippo-Delko One Provence \| + 0 s \| \| |                    |                                     |                 |
| |                    |                                     |                 |
| Fuente: ProCyclingStats |                    |                                     |                 |
| Clasificación de la etapa |                    |                                     |                 |
| Ciclista | Ciclista           | Equipo                              | Tiempo          |
| 1.º | Attilio Viviani    | Cofidis                             | 3 h 33 min 57 s |
| 2.º | Lorrenzo Manzin    | Total Direct Énergie                | + 0 s           |
| 3.º | Biniam Girmay      | Nippo-Delko One Provence            | + 0 s           |
| 4.º | Damien Gaudin      | Total Direct Énergie                | + 0 s           |
| 5.º | Henok Mulubrhan    | Eritrea                             | + 0 s           |
| 6.º | Jérémy Cabot       | Total Direct Énergie                | + 0 s           |
| 7.º | Jordan Levasseur   | Natura4Ever-Roubaix Lille Métropole | + 0 s           |
| 8.º | Natnael Tesfatsion | Eritrea                             | + 0 s           |
| 9.º | Youcef Reguigui    | Argelia                             | + 0 s           |
| 10.º | Riccardo Minali    | Nippo-Delko One Provence            | + 0 s           |

| \| Clasificación general \| Clasificación general \| Clasificación general \| Clasificación general \| Clasificación general \| \| Ciclista \| Ciclista \| Equipo \| Tiempo \| \| \| --------------------- \| --------------------- \| ----------------------------------- \| --------------------- \| --------------------- \| \| 1.º \| Attilio Viviani \| Cofidis \| 3 h 33 min 47 s \| \| \| 2.º \| Dawit Yemane \| Eritrea \| + 3 s \| \| \| 3.º \| Lorrenzo Manzin \| Total Direct Énergie \| + 4 s \| \| \| 4.º \| Adil El Arbaoui \| Marruecos \| + 4 s \| \| \| 5.º \| Moïse Mugisha \| Ruanda \| + 5 s \| \| \| 6.º \| Biniam Girmay \| Nippo-Delko One Provence \| + 6 s \| \| \| 7.º \| Damien Gaudin \| Total Direct Énergie \| + 10 s \| \| \| 8.º \| Henok Mulubrhan \| Eritrea \| + 10 s \| \| \| 9.º \| Jérémy Cabot \| Total Direct Énergie \| + 10 s \| \| \| 10.º \| Jordan Levasseur \| Natura4Ever-Roubaix Lille Métropole \| + 10 s \| \| |                  |                                     |                 |
| |                  |                                     |                 |
| Fuente: ProCyclingStats |                  |                                     |                 |
| Clasificación general |                  |                                     |                 |
| Ciclista | Ciclista         | Equipo                              | Tiempo          |
| 1.º | Attilio Viviani  | Cofidis                             | 3 h 33 min 47 s |
| 2.º | Dawit Yemane     | Eritrea                             | + 3 s           |
| 3.º | Lorrenzo Manzin  | Total Direct Énergie                | + 4 s           |
| 4.º | Adil El Arbaoui  | Marruecos                           | + 4 s           |
| 5.º | Moïse Mugisha    | Ruanda                              | + 5 s           |
| 6.º | Biniam Girmay    | Nippo-Delko One Provence            | + 6 s           |
| 7.º | Damien Gaudin    | Total Direct Énergie                | + 10 s          |
| 8.º | Henok Mulubrhan  | Eritrea                             | + 10 s          |
| 9.º | Jérémy Cabot     | Total Direct Énergie                | + 10 s          |
| 10.º | Jordan Levasseur | Natura4Ever-Roubaix Lille Métropole | + 10 s          |

### 2.ª etapa
| \| Clasificación de la etapa \| Clasificación de la etapa \| Clasificación de la etapa \| Clasificación de la etapa \| Clasificación de la etapa \| \| Ciclista \| Ciclista \| Equipo \| Tiempo \| \| \| ------------------------- \| ------------------------- \| ----------------------------------- \| ------------------------- \| ------------------------- \| \| 1.º \| Natnael Tesfatsion \| Eritrea \| 2 h 30 min 42 s \| \| \| 2.º \| Youcef Reguigui \| Argelia \| + 0 s \| \| \| 3.º \| Henok Mulubrhan \| Eritrea \| + 0 s \| \| \| 4.º \| Emmanuel Morin \| Cofidis \| + 0 s \| \| \| 5.º \| Ramūnas Navardauskas \| Nippo-Delko One Provence \| + 0 s \| \| \| 6.º \| Jordan Levasseur \| Natura4Ever-Roubaix Lille Métropole \| + 0 s \| \| \| 7.º \| Jérémy Cabot \| Total Direct Énergie \| + 0 s \| \| \| 8.º \| Julien Antomarchi \| Natura4Ever-Roubaix Lille Métropole \| + 0 s \| \| \| 9.º \| Hendrik Kruger \| ProTouch \| + 0 s \| \| \| 10.º \| Didier Munyaneza \| Ruanda \| + 0 s \| \| |                      |                                     |                 |
| |                      |                                     |                 |
| Fuente: ProCyclingStats |                      |                                     |                 |
| Clasificación de la etapa |                      |                                     |                 |
| Ciclista | Ciclista             | Equipo                              | Tiempo          |
| 1.º | Natnael Tesfatsion   | Eritrea                             | 2 h 30 min 42 s |
| 2.º | Youcef Reguigui      | Argelia                             | + 0 s           |
| 3.º | Henok Mulubrhan      | Eritrea                             | + 0 s           |
| 4.º | Emmanuel Morin       | Cofidis                             | + 0 s           |
| 5.º | Ramūnas Navardauskas | Nippo-Delko One Provence            | + 0 s           |
| 6.º | Jordan Levasseur     | Natura4Ever-Roubaix Lille Métropole | + 0 s           |
| 7.º | Jérémy Cabot         | Total Direct Énergie                | + 0 s           |
| 8.º | Julien Antomarchi    | Natura4Ever-Roubaix Lille Métropole | + 0 s           |
| 9.º | Hendrik Kruger       | ProTouch                            | + 0 s           |
| 10.º | Didier Munyaneza     | Ruanda                              | + 0 s           |

| \| Clasificación general \| Clasificación general \| Clasificación general \| Clasificación general \| Clasificación general \| \| Ciclista \| Ciclista \| Equipo \| Tiempo \| \| \| --------------------- \| --------------------- \| ----------------------------------- \| --------------------- \| --------------------- \| \| 1.º \| Natnael Tesfatsion \| Eritrea \| 6 h 04 min 28 s \| \| \| 2.º \| Dawit Yemane \| Eritrea \| + 0 s \| \| \| 3.º \| Youcef Reguigui \| Argelia \| + 5 s \| \| \| 4.º \| Henok Mulubrhan \| Eritrea \| + 7 s \| \| \| 5.º \| Emmanuel Morin \| Cofidis \| + 9 s \| \| \| 6.º \| Carlos Oyarzún \| BAI-Sicasal-Petro de Luanda \| + 10 s \| \| \| 7.º \| Jordan Levasseur \| Natura4Ever-Roubaix Lille Métropole \| + 11 s \| \| \| 8.º \| Jérémy Cabot \| Total Direct Énergie \| + 11 s \| \| \| 9.º \| Damien Gaudin \| Total Direct Énergie \| + 11 s \| \| \| 10.º \| Azzedine Lagab \| Argelia \| + 11 s \| \| |                    |                                     |                 |
| |                    |                                     |                 |
| Fuente: ProCyclingStats |                    |                                     |                 |
| Clasificación general |                    |                                     |                 |
| Ciclista | Ciclista           | Equipo                              | Tiempo          |
| 1.º | Natnael Tesfatsion | Eritrea                             | 6 h 04 min 28 s |
| 2.º | Dawit Yemane       | Eritrea                             | + 0 s           |
| 3.º | Youcef Reguigui    | Argelia                             | + 5 s           |
| 4.º | Henok Mulubrhan    | Eritrea                             | + 7 s           |
| 5.º | Emmanuel Morin     | Cofidis                             | + 9 s           |
| 6.º | Carlos Oyarzún     | BAI-Sicasal-Petro de Luanda         | + 10 s          |
| 7.º | Jordan Levasseur   | Natura4Ever-Roubaix Lille Métropole | + 11 s          |
| 8.º | Jérémy Cabot       | Total Direct Énergie                | + 11 s          |
| 9.º | Damien Gaudin      | Total Direct Énergie                | + 11 s          |
| 10.º | Azzedine Lagab     | Argelia                             | + 11 s          |

### 3.ª etapa
| \| Clasificación de la etapa \| Clasificación de la etapa \| Clasificación de la etapa \| Clasificación de la etapa \| Clasificación de la etapa \| \| Ciclista \| Ciclista \| Equipo \| Tiempo \| \| \| ------------------------- \| ------------------------- \| ----------------------------------- \| ------------------------- \| ------------------------- \| \| 1.º \| Biniam Girmay \| Nippo-Delko One Provence \| 4 h 16 min 28 s \| \| \| 2.º \| Jordan Levasseur \| Natura4Ever-Roubaix Lille Métropole \| + 2 s \| \| \| 3.º \| Emmanuel Morin \| Cofidis \| + 4 s \| \| \| 4.º \| Attilio Viviani \| Cofidis \| + 4 s \| \| \| 5.º \| Henok Mulubrhan \| Eritrea \| + 4 s \| \| \| 6.º \| Natnael Tesfatsion \| Eritrea \| + 4 s \| \| \| 7.º \| Carlos Oyarzún \| BAI-Sicasal-Petro de Luanda \| + 4 s \| \| \| 8.º \| Jérémy Cabot \| Total Direct Énergie \| + 4 s \| \| \| 9.º \| Victor Lafay \| Cofidis \| + 4 s \| \| \| 10.º \| Azzedine Lagab \| Argelia \| + 9 s \| \| |                    |                                     |                 |
| |                    |                                     |                 |
| Fuente: ProCyclingStats |                    |                                     |                 |
| Clasificación de la etapa |                    |                                     |                 |
| Ciclista | Ciclista           | Equipo                              | Tiempo          |
| 1.º | Biniam Girmay      | Nippo-Delko One Provence            | 4 h 16 min 28 s |
| 2.º | Jordan Levasseur   | Natura4Ever-Roubaix Lille Métropole | + 2 s           |
| 3.º | Emmanuel Morin     | Cofidis                             | + 4 s           |
| 4.º | Attilio Viviani    | Cofidis                             | + 4 s           |
| 5.º | Henok Mulubrhan    | Eritrea                             | + 4 s           |
| 6.º | Natnael Tesfatsion | Eritrea                             | + 4 s           |
| 7.º | Carlos Oyarzún     | BAI-Sicasal-Petro de Luanda         | + 4 s           |
| 8.º | Jérémy Cabot       | Total Direct Énergie                | + 4 s           |
| 9.º | Victor Lafay       | Cofidis                             | + 4 s           |
| 10.º | Azzedine Lagab     | Argelia                             | + 9 s           |

| \| Clasificación general \| Clasificación general \| Clasificación general \| Clasificación general \| Clasificación general \| \| Ciclista \| Ciclista \| Equipo \| Tiempo \| \| \| --------------------- \| --------------------- \| ----------------------------------- \| --------------------- \| --------------------- \| \| 1.º \| Natnael Tesfatsion \| Eritrea \| 10 h 20 min 56 s \| \| \| 2.º \| Jordan Levasseur \| Natura4Ever-Roubaix Lille Métropole \| + 4 s \| \| \| 3.º \| Emmanuel Morin \| Cofidis \| + 9 s \| \| \| 4.º \| Henok Mulubrhan \| Eritrea \| + 10 s \| \| \| 5.º \| Carlos Oyarzún \| BAI-Sicasal-Petro de Luanda \| + 14 s \| \| \| 6.º \| Jérémy Cabot \| Total Direct Énergie \| + 15 s \| \| \| 7.º \| Victor Lafay \| Cofidis \| + 15 s \| \| \| 8.º \| Youcef Reguigui \| Argelia \| + 18 s \| \| \| 9.º \| Dawit Yemane \| Eritrea \| + 19 s \| \| \| 10.º \| Azzedine Lagab \| Argelia \| + 20 s \| \| |                    |                                     |                  |
| |                    |                                     |                  |
| Fuente: ProCyclingStats |                    |                                     |                  |
| Clasificación general |                    |                                     |                  |
| Ciclista | Ciclista           | Equipo                              | Tiempo           |
| 1.º | Natnael Tesfatsion | Eritrea                             | 10 h 20 min 56 s |
| 2.º | Jordan Levasseur   | Natura4Ever-Roubaix Lille Métropole | + 4 s            |
| 3.º | Emmanuel Morin     | Cofidis                             | + 9 s            |
| 4.º | Henok Mulubrhan    | Eritrea                             | + 10 s           |
| 5.º | Carlos Oyarzún     | BAI-Sicasal-Petro de Luanda         | + 14 s           |
| 6.º | Jérémy Cabot       | Total Direct Énergie                | + 15 s           |
| 7.º | Victor Lafay       | Cofidis                             | + 15 s           |
| 8.º | Youcef Reguigui    | Argelia                             | + 18 s           |
| 9.º | Dawit Yemane       | Eritrea                             | + 19 s           |
| 10.º | Azzedine Lagab     | Argelia                             | + 20 s           |

### 4.ª etapa
| \| Clasificación de la etapa \| Clasificación de la etapa \| Clasificación de la etapa \| Clasificación de la etapa \| Clasificación de la etapa \| \| Ciclista \| Ciclista \| Equipo \| Tiempo \| \| \| ------------------------- \| ------------------------- \| ----------------------------------- \| ------------------------- \| ------------------------- \| \| 1.º \| Clovis Kamzong \| Camerún \| 4 h 34 min 42 s \| \| \| 2.º \| Joseph Areruya \| Ruanda \| + 0 s \| \| \| 3.º \| El Houcaine Sabbahi \| Marruecos \| + 7 s \| \| \| 4.º \| Abdoul Aziz Nikiéma \| Burkina Faso \| + 16 s \| \| \| 5.º \| Biniam Girmay \| Nippo-Delko One Provence \| + 4 min 13 s \| \| \| 6.º \| Riccardo Minali \| Nippo-Delko One Provence \| + 4 min 13 s \| \| \| 7.º \| Attilio Viviani \| Cofidis \| + 4 min 13 s \| \| \| 8.º \| Youcef Reguigui \| Argelia \| + 4 min 13 s \| \| \| 9.º \| Henok Mulubrhan \| Eritrea \| + 4 min 13 s \| \| \| 10.º \| Jordan Levasseur \| Natura4Ever-Roubaix Lille Métropole \| + 4 min 13 s \| \| |                     |                                     |                 |
| |                     |                                     |                 |
| Fuente: ProCyclingStats |                     |                                     |                 |
| Clasificación de la etapa |                     |                                     |                 |
| Ciclista | Ciclista            | Equipo                              | Tiempo          |
| 1.º | Clovis Kamzong      | Camerún                             | 4 h 34 min 42 s |
| 2.º | Joseph Areruya      | Ruanda                              | + 0 s           |
| 3.º | El Houcaine Sabbahi | Marruecos                           | + 7 s           |
| 4.º | Abdoul Aziz Nikiéma | Burkina Faso                        | + 16 s          |
| 5.º | Biniam Girmay       | Nippo-Delko One Provence            | + 4 min 13 s    |
| 6.º | Riccardo Minali     | Nippo-Delko One Provence            | + 4 min 13 s    |
| 7.º | Attilio Viviani     | Cofidis                             | + 4 min 13 s    |
| 8.º | Youcef Reguigui     | Argelia                             | + 4 min 13 s    |
| 9.º | Henok Mulubrhan     | Eritrea                             | + 4 min 13 s    |
| 10.º | Jordan Levasseur    | Natura4Ever-Roubaix Lille Métropole | + 4 min 13 s    |

| \| Clasificación general \| Clasificación general \| Clasificación general \| Clasificación general \| Clasificación general \| \| Ciclista \| Ciclista \| Equipo \| Tiempo \| \| \| --------------------- \| --------------------- \| ----------------------------------- \| --------------------- \| --------------------- \| \| 1.º \| Natnael Tesfatsion \| Eritrea \| 14 h 59 min 51 s \| \| \| 2.º \| Jordan Levasseur \| Natura4Ever-Roubaix Lille Métropole \| + 4 s \| \| \| 3.º \| Emmanuel Morin \| Cofidis \| + 9 s \| \| \| 4.º \| Henok Mulubrhan \| Eritrea \| + 10 s \| \| \| 5.º \| Carlos Oyarzún \| BAI-Sicasal-Petro de Luanda \| + 14 s \| \| \| 6.º \| Jérémy Cabot \| Total Direct Énergie \| + 15 s \| \| \| 7.º \| Victor Lafay \| Cofidis \| + 15 s \| \| \| 8.º \| Youcef Reguigui \| Argelia \| + 18 s \| \| \| 9.º \| Dawit Yemane \| Eritrea \| + 19 s \| \| \| 10.º \| Azzedine Lagab \| Argelia \| + 20 s \| \| |                    |                                     |                  |
| |                    |                                     |                  |
| Fuente: ProCyclingStats |                    |                                     |                  |
| Clasificación general |                    |                                     |                  |
| Ciclista | Ciclista           | Equipo                              | Tiempo           |
| 1.º | Natnael Tesfatsion | Eritrea                             | 14 h 59 min 51 s |
| 2.º | Jordan Levasseur   | Natura4Ever-Roubaix Lille Métropole | + 4 s            |
| 3.º | Emmanuel Morin     | Cofidis                             | + 9 s            |
| 4.º | Henok Mulubrhan    | Eritrea                             | + 10 s           |
| 5.º | Carlos Oyarzún     | BAI-Sicasal-Petro de Luanda         | + 14 s           |
| 6.º | Jérémy Cabot       | Total Direct Énergie                | + 15 s           |
| 7.º | Victor Lafay       | Cofidis                             | + 15 s           |
| 8.º | Youcef Reguigui    | Argelia                             | + 18 s           |
| 9.º | Dawit Yemane       | Eritrea                             | + 19 s           |
| 10.º | Azzedine Lagab     | Argelia                             | + 20 s           |

### 5.ª etapa
| \| Clasificación de la etapa \| Clasificación de la etapa \| Clasificación de la etapa \| Clasificación de la etapa \| Clasificación de la etapa \| \| Ciclista \| Ciclista \| Equipo \| Tiempo \| \| \| ------------------------- \| ------------------------- \| --------------------------- \| ------------------------- \| ------------------------- \| \| 1.º \| Youcef Reguigui \| Argelia \| 1 h 45 min 01 s \| \| \| 2.º \| Yacine Hamza \| Argelia \| + 0 s \| \| \| 3.º \| Emmanuel Morin \| Cofidis \| + 0 s \| \| \| 4.º \| Riccardo Minali \| Nippo-Delko One Provence \| + 0 s \| \| \| 5.º \| Attilio Viviani \| Cofidis \| + 0 s \| \| \| 6.º \| Biniam Girmay \| Nippo-Delko One Provence \| + 0 s \| \| \| 7.º \| Jérémy Cabot \| Total Direct Énergie \| + 0 s \| \| \| 8.º \| Bruno Araújo \| BAI-Sicasal-Petro de Luanda \| + 0 s \| \| \| 9.º \| Natnael Tesfatsion \| Eritrea \| + 0 s \| \| \| 10.º \| Paul Daumont \| Burkina Faso \| + 0 s \| \| |                    |                             |                 |
| |                    |                             |                 |
| Fuente: ProCyclingStats |                    |                             |                 |
| Clasificación de la etapa |                    |                             |                 |
| Ciclista | Ciclista           | Equipo                      | Tiempo          |
| 1.º | Youcef Reguigui    | Argelia                     | 1 h 45 min 01 s |
| 2.º | Yacine Hamza       | Argelia                     | + 0 s           |
| 3.º | Emmanuel Morin     | Cofidis                     | + 0 s           |
| 4.º | Riccardo Minali    | Nippo-Delko One Provence    | + 0 s           |
| 5.º | Attilio Viviani    | Cofidis                     | + 0 s           |
| 6.º | Biniam Girmay      | Nippo-Delko One Provence    | + 0 s           |
| 7.º | Jérémy Cabot       | Total Direct Énergie        | + 0 s           |
| 8.º | Bruno Araújo       | BAI-Sicasal-Petro de Luanda | + 0 s           |
| 9.º | Natnael Tesfatsion | Eritrea                     | + 0 s           |
| 10.º | Paul Daumont       | Burkina Faso                | + 0 s           |

| \| Clasificación general \| Clasificación general \| Clasificación general \| Clasificación general \| Clasificación general \| \| Ciclista \| Ciclista \| Equipo \| Tiempo \| \| \| --------------------- \| --------------------- \| ----------------------------------- \| --------------------- \| --------------------- \| \| 1.º \| Natnael Tesfatsion \| Eritrea \| 16 h 44 min 50 s \| \| \| 2.º \| Jordan Levasseur \| Natura4Ever-Roubaix Lille Métropole \| + 2 s \| \| \| 3.º \| Emmanuel Morin \| Cofidis \| + 6 s \| \| \| 4.º \| Youcef Reguigui \| Argelia \| + 10 s \| \| \| 5.º \| Henok Mulubrhan \| Eritrea \| + 12 s \| \| \| 6.º \| Jérémy Cabot \| Total Direct Énergie \| + 14 s \| \| \| 7.º \| Carlos Oyarzún \| BAI-Sicasal-Petro de Luanda \| + 14 s \| \| \| 8.º \| Victor Lafay \| Cofidis \| + 17 s \| \| \| 9.º \| Dawit Yemane \| Eritrea \| + 21 s \| \| \| 10.º \| Azzedine Lagab \| Argelia \| + 22 s \| \| |                    |                                     |                  |
| |                    |                                     |                  |
| Fuente: ProCyclingStats |                    |                                     |                  |
| Clasificación general |                    |                                     |                  |
| Ciclista | Ciclista           | Equipo                              | Tiempo           |
| 1.º | Natnael Tesfatsion | Eritrea                             | 16 h 44 min 50 s |
| 2.º | Jordan Levasseur   | Natura4Ever-Roubaix Lille Métropole | + 2 s            |
| 3.º | Emmanuel Morin     | Cofidis                             | + 6 s            |
| 4.º | Youcef Reguigui    | Argelia                             | + 10 s           |
| 5.º | Henok Mulubrhan    | Eritrea                             | + 12 s           |
| 6.º | Jérémy Cabot       | Total Direct Énergie                | + 14 s           |
| 7.º | Carlos Oyarzún     | BAI-Sicasal-Petro de Luanda         | + 14 s           |
| 8.º | Victor Lafay       | Cofidis                             | + 17 s           |
| 9.º | Dawit Yemane       | Eritrea                             | + 21 s           |
| 10.º | Azzedine Lagab     | Argelia                             | + 22 s           |

### 6.ª etapa
| \| Clasificación de la etapa \| Clasificación de la etapa \| Clasificación de la etapa \| Clasificación de la etapa \| Clasificación de la etapa \| \| Ciclista \| Ciclista \| Equipo \| Tiempo \| \| \| ------------------------- \| ------------------------- \| ----------------------------------- \| ------------------------- \| ------------------------- \| \| 1.º \| Biniam Girmay \| Nippo-Delko One Provence \| 2 h 47 min 39 s \| \| \| 2.º \| Yacine Hamza \| Argelia \| + 0 s \| \| \| 3.º \| Attilio Viviani \| Cofidis \| + 0 s \| \| \| 4.º \| Lorrenzo Manzin \| Total Direct Énergie \| + 0 s \| \| \| 5.º \| Emmanuel Morin \| Cofidis \| + 0 s \| \| \| 6.º \| Youcef Reguigui \| Argelia \| + 0 s \| \| \| 7.º \| Natnael Tesfatsion \| Eritrea \| + 0 s \| \| \| 8.º \| Jordan Levasseur \| Natura4Ever-Roubaix Lille Métropole \| + 0 s \| \| \| 9.º \| Gustav Basson \| ProTouch \| + 0 s \| \| \| 10.º \| Jérémy Cabot \| Total Direct Énergie \| + 0 s \| \| |                    |                                     |                 |
| |                    |                                     |                 |
| Fuente: ProCyclingStats |                    |                                     |                 |
| Clasificación de la etapa |                    |                                     |                 |
| Ciclista | Ciclista           | Equipo                              | Tiempo          |
| 1.º | Biniam Girmay      | Nippo-Delko One Provence            | 2 h 47 min 39 s |
| 2.º | Yacine Hamza       | Argelia                             | + 0 s           |
| 3.º | Attilio Viviani    | Cofidis                             | + 0 s           |
| 4.º | Lorrenzo Manzin    | Total Direct Énergie                | + 0 s           |
| 5.º | Emmanuel Morin     | Cofidis                             | + 0 s           |
| 6.º | Youcef Reguigui    | Argelia                             | + 0 s           |
| 7.º | Natnael Tesfatsion | Eritrea                             | + 0 s           |
| 8.º | Jordan Levasseur   | Natura4Ever-Roubaix Lille Métropole | + 0 s           |
| 9.º | Gustav Basson      | ProTouch                            | + 0 s           |
| 10.º | Jérémy Cabot       | Total Direct Énergie                | + 0 s           |

| \| Clasificación general \| Clasificación general \| Clasificación general \| Clasificación general \| Clasificación general \| \| Ciclista \| Ciclista \| Equipo \| Tiempo \| \| \| --------------------- \| --------------------- \| ----------------------------------- \| --------------------- \| --------------------- \| \| 1.º \| Natnael Tesfatsion \| Eritrea \| 19 h 32 min 29 s \| \| \| 2.º \| Jordan Levasseur \| Natura4Ever-Roubaix Lille Métropole \| + 1 s \| \| \| 3.º \| Emmanuel Morin \| Cofidis \| + 4 s \| \| \| 4.º \| Henok Mulubrhan \| Eritrea \| + 9 s \| \| \| 5.º \| Youcef Reguigui \| Argelia \| + 10 s \| \| \| 6.º \| Jérémy Cabot \| Total Direct Énergie \| + 14 s \| \| \| 7.º \| Carlos Oyarzún \| BAI-Sicasal-Petro de Luanda \| + 14 s \| \| \| 8.º \| Victor Lafay \| Cofidis \| + 17 s \| \| \| 9.º \| Damien Gaudin \| Total Direct Énergie \| + 20 s \| \| \| 10.º \| Dawit Yemane \| Eritrea \| + 21 s \| \| |                    |                                     |                  |
| |                    |                                     |                  |
| Fuente: ProCyclingStats |                    |                                     |                  |
| Clasificación general |                    |                                     |                  |
| Ciclista | Ciclista           | Equipo                              | Tiempo           |
| 1.º | Natnael Tesfatsion | Eritrea                             | 19 h 32 min 29 s |
| 2.º | Jordan Levasseur   | Natura4Ever-Roubaix Lille Métropole | + 1 s            |
| 3.º | Emmanuel Morin     | Cofidis                             | + 4 s            |
| 4.º | Henok Mulubrhan    | Eritrea                             | + 9 s            |
| 5.º | Youcef Reguigui    | Argelia                             | + 10 s           |
| 6.º | Jérémy Cabot       | Total Direct Énergie                | + 14 s           |
| 7.º | Carlos Oyarzún     | BAI-Sicasal-Petro de Luanda         | + 14 s           |
| 8.º | Victor Lafay       | Cofidis                             | + 17 s           |
| 9.º | Damien Gaudin      | Total Direct Énergie                | + 20 s           |
| 10.º | Dawit Yemane       | Eritrea                             | + 21 s           |

### 7.ª etapa
| \| Clasificación de la etapa \| Clasificación de la etapa \| Clasificación de la etapa \| Clasificación de la etapa \| Clasificación de la etapa \| \| Ciclista \| Ciclista \| Equipo \| Tiempo \| \| \| ------------------------- \| ------------------------- \| ----------------------------------- \| ------------------------- \| ------------------------- \| \| 1.º \| Lorrenzo Manzin \| Total Direct Énergie \| 2 h 49 min 56 s \| \| \| 2.º \| Youcef Reguigui \| Argelia \| + 0 s \| \| \| 3.º \| Riccardo Minali \| Nippo-Delko One Provence \| + 0 s \| \| \| 4.º \| Emmanuel Morin \| Cofidis \| + 0 s \| \| \| 5.º \| Jayde Julius \| ProTouch \| + 0 s \| \| \| 6.º \| Biniam Girmay \| Nippo-Delko One Provence \| + 0 s \| \| \| 7.º \| Natnael Tesfatsion \| Eritrea \| + 0 s \| \| \| 8.º \| Henok Mulubrhan \| Eritrea \| + 0 s \| \| \| 9.º \| Gustav Basson \| ProTouch \| + 0 s \| \| \| 10.º \| Jordan Levasseur \| Natura4Ever-Roubaix Lille Métropole \| + 0 s \| \| |                    |                                     |                 |
| |                    |                                     |                 |
| Fuente: ProCyclingStats |                    |                                     |                 |
| Clasificación de la etapa |                    |                                     |                 |
| Ciclista | Ciclista           | Equipo                              | Tiempo          |
| 1.º | Lorrenzo Manzin    | Total Direct Énergie                | 2 h 49 min 56 s |
| 2.º | Youcef Reguigui    | Argelia                             | + 0 s           |
| 3.º | Riccardo Minali    | Nippo-Delko One Provence            | + 0 s           |
| 4.º | Emmanuel Morin     | Cofidis                             | + 0 s           |
| 5.º | Jayde Julius       | ProTouch                            | + 0 s           |
| 6.º | Biniam Girmay      | Nippo-Delko One Provence            | + 0 s           |
| 7.º | Natnael Tesfatsion | Eritrea                             | + 0 s           |
| 8.º | Henok Mulubrhan    | Eritrea                             | + 0 s           |
| 9.º | Gustav Basson      | ProTouch                            | + 0 s           |
| 10.º | Jordan Levasseur   | Natura4Ever-Roubaix Lille Métropole | + 0 s           |

## Clasificaciones finales
- Las clasificaciones finalizaron de la siguiente forma:[4]

### Clasificación general
| \| Clasificación general \| Clasificación general \| Clasificación general \| Clasificación general \| Clasificación general \| \| Ciclista \| Ciclista \| Equipo \| Tiempo \| \| \| --------------------- \| --------------------- \| ----------------------------------- \| --------------------- \| --------------------- \| \| 1.º \| Jordan Levasseur \| Natura4Ever-Roubaix Lille Métropole \| 22 h 22 min 23 s \| \| \| 2.º \| Natnael Tesfatsion \| Eritrea \| + 1 s \| \| \| 3.º \| Emmanuel Morin \| Cofidis \| + 4 s \| \| \| 4.º \| Youcef Reguigui \| Argelia \| + 6 s \| \| \| 5.º \| Henok Mulubrhan \| Eritrea \| + 11 s \| \| \| 6.º \| Jérémy Cabot \| Total Direct Énergie \| + 16 s \| \| \| 7.º \| Carlos Oyarzún \| BAI-Sicasal-Petro de Luanda \| + 16 s \| \| \| 8.º \| Damien Gaudin \| Total Direct Énergie \| + 20 s \| \| \| 9.º \| Azzedine Lagab \| Argelia \| + 24 s \| \| \| 10.º \| Ramūnas Navardauskas \| Nippo-Delko One Provence \| + 27 s \| \| |                      |                                     |                  |
| |                      |                                     |                  |
| Fuente: ProCyclingStats |                      |                                     |                  |
| Clasificación general |                      |                                     |                  |
| Ciclista | Ciclista             | Equipo                              | Tiempo           |
| 1.º | Jordan Levasseur     | Natura4Ever-Roubaix Lille Métropole | 22 h 22 min 23 s |
| 2.º | Natnael Tesfatsion   | Eritrea                             | + 1 s            |
| 3.º | Emmanuel Morin       | Cofidis                             | + 4 s            |
| 4.º | Youcef Reguigui      | Argelia                             | + 6 s            |
| 5.º | Henok Mulubrhan      | Eritrea                             | + 11 s           |
| 6.º | Jérémy Cabot         | Total Direct Énergie                | + 16 s           |
| 7.º | Carlos Oyarzún       | BAI-Sicasal-Petro de Luanda         | + 16 s           |
| 8.º | Damien Gaudin        | Total Direct Énergie                | + 20 s           |
| 9.º | Azzedine Lagab       | Argelia                             | + 24 s           |
| 10.º | Ramūnas Navardauskas | Nippo-Delko One Provence            | + 27 s           |

### Clasificación de la montaña
| Clasificación de la montaña | Clasificación de la montaña | Clasificación de la montaña | Clasificación de la montaña | Clasificación de la montaña |
| Ciclista                    | Ciclista                    | Equipo                      | Puntos                      |                             |
| --------------------------- | --------------------------- | --------------------------- | --------------------------- | --------------------------- |
| 1.º                         | Dawit Yemane                | Eritrea                     | 17 pts                      |                             |
| 2.º                         | Paul Daumont                | Burkina Faso                | 11 pts                      |                             |
| 3.º                         | Oussama Khafi               | Marruecos                   | 8 pts                       |                             |
| 4.º                         | Abdoul Aziz Nikiéma         | Burkina Faso                | 8 pts                       |                             |
| 5.º                         | Ramūnas Navardauskas        | Nippo-Delko One Provence    | 6 pts                       |                             |
| 6.º                         | Mekseb Debesay              | Eritrea                     | 6 pts                       |                             |
| 7.º                         | Victor Lafay                | Cofidis                     | 5 pts                       |                             |
| 8.º                         | Mohcine El Kouraji          | Marruecos                   | 5 pts                       |                             |
| 9.º                         | Pierre-Luc Périchon         | Cofidis                     | 5 pts                       |                             |
| 10.º                        | Clovis Kamzong              | Camerún                     | 5 pts                       |                             |

### Clasificación de los puntos
| Clasificación por puntos | Clasificación por puntos | Clasificación por puntos            | Clasificación por puntos | Clasificación por puntos |
| Ciclista                 | Ciclista                 | Equipo                              | Puntos                   |                          |
| ------------------------ | ------------------------ | ----------------------------------- | ------------------------ | ------------------------ |
| 1.º                      | Biniam Girmay            | Nippo-Delko One Provence            | 144 pts                  |                          |
| 2.º                      | Youcef Reguigui          | Argelia                             | 140 pts                  |                          |
| 3.º                      | Emmanuel Morin           | Cofidis                             | 134 pts                  |                          |
| 4.º                      | Attilio Viviani          | Cofidis                             | 116 pts                  |                          |
| 5.º                      | Natnael Tesfatsion       | Eritrea                             | 115 pts                  |                          |
| 6.º                      | Jordan Levasseur         | Natura4Ever-Roubaix Lille Métropole | 110 pts                  |                          |
| 7.º                      | Jérémy Cabot             | Total Direct Énergie                | 98 pts                   |                          |
| 8.º                      | Henok Mulubrhan          | Eritrea                             | 97 pts                   |                          |
| 9.º                      | Lorrenzo Manzin          | Total Direct Énergie                | 80 pts                   |                          |
| 10.º                     | Riccardo Minali          | Nippo-Delko One Provence            | 78 pts                   |                          |

### Clasificación de los jóvenes
| Clasificación del mejor joven | Clasificación del mejor joven | Clasificación del mejor joven | Clasificación del mejor joven | Clasificación del mejor joven |
| Ciclista                      | Ciclista                      | Equipo                        | Tiempo                        |                               |
| ----------------------------- | ----------------------------- | ----------------------------- | ----------------------------- | ----------------------------- |
| 1.º                           | Natnael Tesfatsion            | Eritrea                       | 22 h 22 min 24 s              |                               |
| 2.º                           | Henok Mulubrhan               | Eritrea                       | + 10 s                        |                               |
| 3.º                           | Dawit Yemane                  | Eritrea                       | + 52 s                        |                               |
| 4.º                           | Rnus Byiza Uhiriwe            | Ruanda                        | + 1 min 39 s                  |                               |
| 5.º                           | Victor Lafay                  | Cofidis                       | + 2 min 44 s                  |                               |
| 6.º                           | Mohcine El Kouraji            | Marruecos                     | + 2 min 47 s                  |                               |
| 7.º                           | Yacine Hamza                  | Argelia                       | + 3 min 40 s                  |                               |
| 8.º                           | Oussama Khafi                 | Marruecos                     | + 4 min 53 s                  |                               |
| 9.º                           | Eddy Finé                     | Cofidis                       | + 5 min 03 s                  |                               |
| 10.º                          | Lukáš Kubiš                   | Dukla Banská Bystrica         | + 13 min 40 s                 |                               |

### Clasificación por equipos
| Clasificación por equipos | Clasificación por equipos           | Clasificación por equipos | Clasificación por equipos |
| Equipo                    | Equipo                              | Tiempo                    |                           |
| ------------------------- | ----------------------------------- | ------------------------- | ------------------------- |
| 1.º                       | Ruanda                              | 67 h 06 min 26 s          |                           |
| 2.º                       | Eritrea                             | + 2 min 25 s              |                           |
| 3.º                       | Cofidis                             | + 4 min 37 s              |                           |
| 4.º                       | Argelia                             | + 5 min 28 s              |                           |
| 5.º                       | ProTouch                            | + 6 min 38 s              |                           |
| 6.º                       | Natura4Ever-Roubaix Lille Métropole | + 9 min 25 s              |                           |
| 7.º                       | Nippo Delko One Provence            | + 18 min 15 s             |                           |
| 8.º                       | Total Direct Énergie                | + 18 min 23 s             |                           |
| 9.º                       | Marruecos                           | + 22 min 41 s             |                           |
| 10.º                      | BAI-Sicasal-Petro de Luanda         | + 23 min 05 s             |                           |

## Evolución de las clasificaciones
| Etapa                   | Vencedor                | Clasificación general | Clasificación de la montaña | Clasificación de los puntos | Clasificación de los jóvenes | Clasificación por equipos |
| ----------------------- | ----------------------- | --------------------- | --------------------------- | --------------------------- | ---------------------------- | ------------------------- |
| 1.ª                     | Attilio Viviani         | Attilio Viviani       | Dawit Yemane                | Attilio Viviani             | Attilio Viviani              | Total Direct Énergie      |
| 2.ª                     | Natnael Tesfatsion      | Natnael Tesfatsion    | Dawit Yemane                | Henok Mulubrhan             | Natnael Tesfatsion           | Eritrea                   |
| 3.ª                     | Biniam Girmay           | Natnael Tesfatsion    | Dawit Yemane                | Henok Mulubrhan             | Natnael Tesfatsion           | Eritrea                   |
| 4.ª                     | Clovis Kamzong          | Natnael Tesfatsion    | Dawit Yemane                | Henok Mulubrhan             | Natnael Tesfatsion           | Ruanda                    |
| 5.ª                     | Youcef Reguigui         | Natnael Tesfatsion    | Dawit Yemane                | Biniam Girmay               | Natnael Tesfatsion           | Ruanda                    |
| 6.ª                     | Biniam Girmay           | Natnael Tesfatsion    | Dawit Yemane                | Biniam Girmay               | Natnael Tesfatsion           | Ruanda                    |
| 7.ª                     | Lorrenzo Manzin         | Jordan Levasseur      | Dawit Yemane                | Biniam Girmay               | Natnael Tesfatsion           | Ruanda                    |
| Clasificaciones finales | Clasificaciones finales | Jordan Levasseur      | Dawit Yemane                | Biniam Girmay               | Natnael Tesfatsion           | Ruanda                    |

## UCI World Ranking
La Tropicale Amissa Bongo otorgó puntos para el UCI World Ranking para corredores de los equipos en las categorías UCI WorldTeam, UCI ProTeam y Continental. Las siguientes tablas son el baremo de puntuación y los 10 corredores que obtuvieron más puntos:
| Posición              | 1.º | 2.º | 3.º | 4.º | 5.º | 6.º | 7.º | 8.º | 9.º | 10.º | 11.º | 12.º | 13.º-15.º | 16.º-25.º |
| Clasificación general | 125 | 85  | 70  | 60  | 50  | 40  | 35  | 30  | 25  | 20   | 15   | 10   | 5         | 3         |
| Por etapa             | 20  | 10  | 5   |     |     |     |     |     |     |      |      |      |           |           |
| Líder                 | 5   |     |     |     |     |     |     |     |     |      |      |      |           |           |

| Clasificación |                    |                                     |         |       |       |       |
| Posición      | Ciclista           | Equipo                              | General | Etapa | Líder | Total |
| ------------- | ------------------ | ----------------------------------- | ------- | ----- | ----- | ----- |
| 1.º           | Jordan Levasseur   | Natura4Ever-Roubaix Lille Métropole | 125     | 5     | -     | 130   |
| 2.º           | Natnael Tesfatsion | Selección de Eritrea                | 85      | 14    | 15    | 114   |
| 3.º           | Youcef Reguigui    | Selección de Argelia                | 60      | 24    | -     | 84    |
| 4.º           | Emmanuel Morin     | Cofidis, Solutions Crédits          | 70      | 6     | -     | 76    |
| 5.º           | Henok Mulubrhan    | Selección de Eritrea                | 50      | 3     | -     | 53    |
| 6.º           | Jérémy Cabot       | Total Direct Énergie                | 40      | -     | -     | 40    |
| 7.º           | Carlos Oyarzún     | BAI Sicasal Petro de Luanda         | 35      | -     | -     | 35    |
| 8.º           | Biniam Girmay      | NIPPO DELKO One Provence            | -       | 31    | -     | 31    |
| 9.º           | Damien Gaudin      | Total Direct Énergie                | 30      | -     | -     | 30    |
| 10.º          | Azzedine Lagab     | Selección de Argelia                | 25      | -     | -     | 25    |